# Radonbelastung

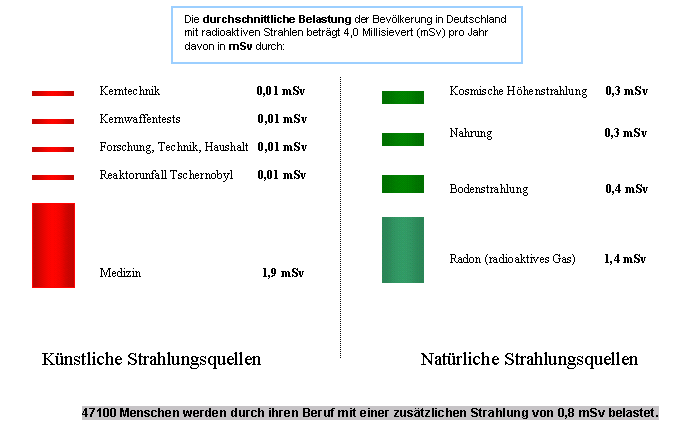
Strahlenbelastung in Deutschland

Die Belastung durch Radon stellt den größten natürlichen Einzelbeitrag zur Strahlenbelastung der meisten Menschen dar. Radon ist ein natürliches radioaktives Element, das in den natürlichen Zerfallsreihen des Urans und Thoriums vorkommt. Das Gas, das meistens aus dem Untergrund in Häuser eindringt, kann unter ungünstigen Bedingungen die Aktivität der Raumluft so stark steigen lassen, dass das Risiko, an Lungenkrebs zu sterben, nennenswert steigt.

## Einfluss des Radons auf den Menschen
Durch das Einatmen von Radon selbst steigt das Risiko kaum, denn das Edelgas wird fast vollständig wieder ausgeatmet ohne im Körper zerfallen zu sein. Weit zahlreicher sind die Zerfälle in der Raumluft. Dabei entstehen ebenfalls radioaktive Radon-Zerfallsprodukte, die sich als Schwermetallatome an Feinstaub anlagern, sich so in der Lunge anreichern und dort zerfallen.
Bei Uran-Bergarbeitern ist Lungenkrebs durch Radon eine anerkannte Berufskrankheit. In den Anfängen des Bergbaus ist sie als Schneeberger Krankheit bekannt geworden, die praktisch alle Bergleute in der Umgebung von Schneeberg im Erzgebirge getötet hat.
Rechnerische Abschätzungen aus der Lungenkrebshäufigkeit von Bergarbeitern haben ergeben, dass Radon etwa 5 % der Lungenkrebstodesfälle in Deutschland verursacht, in der Summe sind das etwa 1.900 Sterbefälle; für Europa werden 9 % aller Lungenkrebstodesfälle und 2 % aller Krebstodesfälle auf Radon zurückgeführt. Diese Größenordnung wurde inzwischen durch epidemiologische Studien belegt. Damit gehen pro Jahr in der EU 20.000 Lungenkrebstodesfälle und in der Schweiz 300 bis gegen 400 auf Radon zurück.
Untersuchungen des Schweizerischen Tropen- und Public Health-Instituts (Swiss TPH) im Rahmen der Schweizerischen Nationalen Kohortenstudie zeigen, dass Radon im Wohnumfeld auch das Risiko erhöht, an bösartigem Hautkrebs (malignem Melanom) zu erkranken.
Auch bei verschiedenen medizinischen Anwendungen wie etwa der Radonbalneologie besteht ein Risiko wegen der damit verbundenen Strahlenexposition.

## Belastung
Die folgende Tabelle mit für Deutschland repräsentativen Radonaktivitäten (angegeben in Becquerel je Kubikmeter) verdeutlicht, dass das Radon überwiegend aus dem Boden stammt.
| Mittelwert             | Bq/m³         |
| ---------------------- | ------------- |
| Freiluft               | 15            |
| Raumluft               | 60            |
| Trinkwasser            | 6.000         |
| Bodenluft in 1 m Tiefe | 5.000–500.000 |

Im Wasser ist Radon schlecht löslich. In der freien Atmosphäre verdünnt es sich stark und zerfällt innerhalb einiger Tage. In Häusern ist die Belastung größer, besonders in Kellern mit Hausbrunnen. In höheren Geschossen ist die Belastung geringer. Häuser aus Naturstein oder Lehm (Fachwerkhaus) sind stärker belastet.
In Deutschland beträgt die durchschnittliche Radonbelastung in Innenräumen 59 Bq/m³. 1984 ergab eine Studie in Westdeutschland eine logarithmisch-normalverteilte Belastung mit einem Mittelwert von 40 Bq/m³ in der Raumluft. Die Belastung ist allerdings regional sehr unterschiedlich. In Gebieten von Bayern und in Sachsen ist sie stellenweise sehr hoch. Dies ist auf die unterschiedlichen Vorkommen einzelner Gesteinsarten und -zusammensetzungen zurückzuführen. Regionen, in denen Uran abgebaut wurde, und Regionen mit Granit-, Bauxit- und Schwarzschiefervorkommen weisen hohe Radonkonzentrationen im Boden, in der Luft und im Wasser auf, höhere als bei Böden aus Kalkgesteinen.
Die regionalen Unterschiede zeigen sich auch im Trinkwasser: Der Durchschnitt liegt in Deutschland bei 6 kBq/m³, in Schweden bei 15 kBq/m³ und in Finnland bei 50 kBq/m³. Beim Kontakt mit der Luft gast Radon aus dem Wasser aus. Besonders belastet können Mitarbeiter von Wasserwerken sein – in einem Wasserwerk wurden 40.000 Bq/m³ Luft festgestellt.

## Maßnahmen

Verlauf der Radonaktivität in einem Labor über eine Woche, Nachts und am Wochenende war die Lüftung reduziert.

Die Radonkonzentration in Gebäuden unterliegt in Abhängigkeit von der Art der Nutzung des Gebäudes sowie den Gewohnheiten der Bewohner Schwankungen, die bis zu drei Größenordnungen betragen können. Nebenstehendes Diagramm zeigt die Auswirkung verminderten Luftaustauschs. So kann eine Bauwerksabdichtung, beispielsweise gemäß der deutschen Energieeinsparverordnung, zu einem Anstieg der Radonkonzentration bis in Bereiche führen, in denen eine signifikante Gesundheitsgefährdung besteht.
Betroffen sind vor allem Bewohner von Häusern, die auf Baugrund mit geologisch bedingt erhöhter Radonkonzentration errichtet wurden. Das geogen bedingt vorhandene Radonpotenzial unter einem Gebäude kann durch eine Untersuchung des Baugrundes ermittelt werden. In diesem Zusammenhang ist es vorteilhaft, vor der Errichtung von Neubauten die Radonkonzentration in einem Meter Tiefe im Erdreich zu ermitteln.
Abhilfe gegen aufsteigendes Radon bietet z. B. der Einbau von Hohlraumelementen in der untersten Bodenplatte, die über Rohre mit der Außenwelt verbunden sind. Ansaugung der Luft knapp über Grund auf der Nord- oder Ostseite, Absaugung unter der Decke auf der gegenüberliegenden Seite oder über einen nicht mehr benötigten Kamin – so entsteht ein Kamineffekt. Dadurch werden sowohl aufsteigende Feuchtigkeit als auch Radon oder Grubengase gefahrlos ins Freie geleitet. Auch Radonbrunnen helfen beim Ableiten von radonbelasteter Luft, bevor die in die Wohnungen gelangt. Eine weitere Methode ist das Verlegen dicht verschweißter Alu-Verbund-Folien am Boden der Wohnräume. Darüber kann dann ein Parkettboden, Estrich oder auch nur Teppichbelag kommen. Dadurch wird das Radon zumindest bis in die Außenwände geleitet, wo es aufsteigt aber teilweise wieder in den Wohnraum diffundiert. Vor allem seit Gebäude gegen Energieverlust dicht eingepackt werden, kann Radon nicht – wie früher – auch durch die Außenwände wieder entweichen und bleibt daher vermehrt im Wohnbereich. Unbewohnte Kellerräume können und sollten mechanisch zwangsbelüftet werden. Leichter Überdruck im Keller verhindert das Eindringen von Bodenluft, leichter Unterdruck das Aufsteigen in die Wohnräume.
Für das Problem der Lüftung gibt es heute Fenster, die eine kleine Klappe im Rahmen besitzen, welche bei Windstille eine kontinuierliche Lüftung bewirkt. Bei stärkeren Windbewegungen schließt sich diese Klappe, und das Fenster ist so dicht wie ein gemäß aktuellen Richtlinien gefertigtes konventionelles Fenster. Die jahreszeitlichen Schwankungen im Haus hängen mit einem veränderten Lüftungsverhalten im Sommer gegenüber den Wintermonaten zusammen. Aber auch die Wetterlage ist für die Schwankungen verantwortlich. So kann sich bei einer austauscharmen Wetterlage die Radonkonzentration erhöhen.

## Radonschutzgesetz

### Europa
Die Europäische Kommission empfiehlt, die maximale Radonkonzentration in Innenräumen zu begrenzen. Dabei werden folgende Grenzwerte empfohlen:
Diese Grenzwerte sind laut EU spätestens per 6. Februar 2018 in nationales Recht umzusetzen. Diese Grenzwerte gelten ab dann im Jahresschnitt als zulässiger Höchstwert. Bei Verkauf oder Vermietung von Wohnungen muss dieser Wert auch auf Verlangen vom Mieter oder Käufer attestiert werden. Eingreifrichtwert: 400 Bq/m³ gilt für Gebäude, die vor 1996 gebaut wurden. Planungsrichtwert: 200 Bq/m³ gilt für Gebäude, die nach 1996 gebaut wurden.
Die Strahlenschutzkommission hat in ihrer Stellungnahme vom 14. Juli 2004 eine statistische Signifikanz des zusätzlichen Lungenkrebsrisikos durch Radon ab 150 Bq/m³ festgestellt. Es wird deshalb eine Reduzierung der Radonkonzentration in Innenräumen auf unter 100 Bq/m³ empfohlen. Diesen Wert empfiehlt auch die WHO.
Im Dezember 2013 hat die Europäische Union eine neue Richtlinie 2013/59/Euratom veröffentlicht, in der vorgegeben wurde, dass die Mitgliedstaaten an Arbeitsplätzen in Innenräumen (Art. 54) sowie in Aufenthaltsräumen (Art. 74) jeweils einen Referenzwert für die Radon-Aktivitätskonzentration in der Luft festlegen sollen, der im Jahresmittel nicht höher als 300 Bq/m³ sein darf.

### Deutschland
Das Bundesministerium für Umwelt, Naturschutz und Reaktorsicherheit hatte im März 2005 ein Gesetz entworfen, das Grenzwerte für die Radonkonzentration in Gebäuden festlegen sollte. Als Zielwert waren 100 Becquerel pro Kubikmeter Luft für Neu- und Altbauten geplant. Wegen der vorgezogenen Bundestagsneuwahl am 18. September 2005 konnte dieses Gesetzesvorhaben nicht umgesetzt werden. Da in den folgenden Legislaturperioden dazu kein Gesetz erging, galten vorerst 400 Bq/m³ als maximaler Wert.
Am 31. Dezember 2018 trat das Strahlenschutzgesetz (StrlSchG) und die Strahlenschutzverordnung (StrlSchV) mit Regelungen auch zum Schutz vor Radon in Kraft. Sie bestimmen einen Referenzwert für die über das Jahr gemittelte Radon-222-Aktivitätskonzentration in der Luft c(Rn-222) in Aufenthaltsräumen und an Arbeitsplätzen je von 300 Bq/m³. Das Gesetz definiert ihn als Wert, „der als Maßstab für die Prüfung der Angemessenheit von Maßnahmen dient. Ein Referenzwert ist kein Grenzwert“.
Die in den Bundesländern zuständigen Strahlenschutzbehörden hatten bis zum 31. Dezember 2020 Gebiete festzulegen, für die erwartet wird, dass die über das Jahr gemittelte Radon-222-Aktivitätskonzentration in der Luft in einer beträchtlichen Zahl von Gebäuden mit Aufenthaltsräumen oder Arbeitsplätzen den Referenzwert überschreitet (Radonvorsorgebiete). Dort sind Verantwortliche für Arbeitsplätze in Keller- oder Erdgeschossräumen zu Messungen und bei Überschreitung des Referenzwertes zu Maßnahmen verpflichtet.

### Schweiz
In der Strahlenschutzverordnung von 1994 wurden folgende Grenzwerte für Radon-222 festgelegt: 1000 Bq/m³ für Wohn- und Aufenthaltsräume und 3000 Bq/m³ für Arbeitsräume. Für Neubauten gilt ein Richtwert von 400 Bq/m³. Die 2017 revidierte Strahlenschutzverordnung ersetzt ab 1. Januar 2018 diese Grenzwerte durch einen Referenzwert von 300 Bq/m³ für die Allgemeinbevölkerung und einen Point-of-Entry-Wert von 1000 Bq/m³ für arbeitsbedingte Exposition.

## Richtwerte
Radon ist das Zerfallsprodukt von Radium-226 und Thorium-232. Ihre Aktivität in Baumaterialien soll kleiner sein als 260 Bq/kg (7 nCi/kg). Ist sie höher, muss eine gute Lüftung gewährleistet sein, die eine zu große Radonanreicherung verhindert. Als Richtwert soll der Radonfluss (die Exhalationsrate) weniger als 2 Bq/m²h betragen und die Konzentration in der Luft kleiner sein als 50 Bq/m³.

## Radonhandbuch der WHO
Die Weltgesundheitsorganisation (WHO) hat im September 2009 ein Handbuch über Lungenkrebsrisiken durch Radon in Innenräumen herausgegeben. Danach ist Radon eine der häufigsten Ursachen für Lungenkrebs. Die WHO fordert unter anderem, individuelle Risiken betroffener Personen zu mindern. Längerfristig soll die Bevölkerung durch vorsorgliche bauliche Maßnahmen und Altbausanierungen geschützt werden. Nach der WHO sollte 100 Becquerel pro Kubikmeter als höchstzulässige Radonkonzentration in Neu- und Altbauten gelten.